# 永福寺 (杉並区)
永福寺（えいふくじ）は、東京都杉並区にある曹洞宗の寺院。

## 概要
1522年（大永2年）、秀天慶実によって開山された。永福という地名は、当寺の寺名に由来し、かつては「永福寺村」という村だった。
1590年（天正18年）、小田原城落城のおり、後北条氏の家臣の安藤氏が当寺を頼って落ち延び、永福寺村の開拓に従事したという。
江戸時代、下高井戸村に領地を持つ幕臣の加藤氏の菩提寺となった。

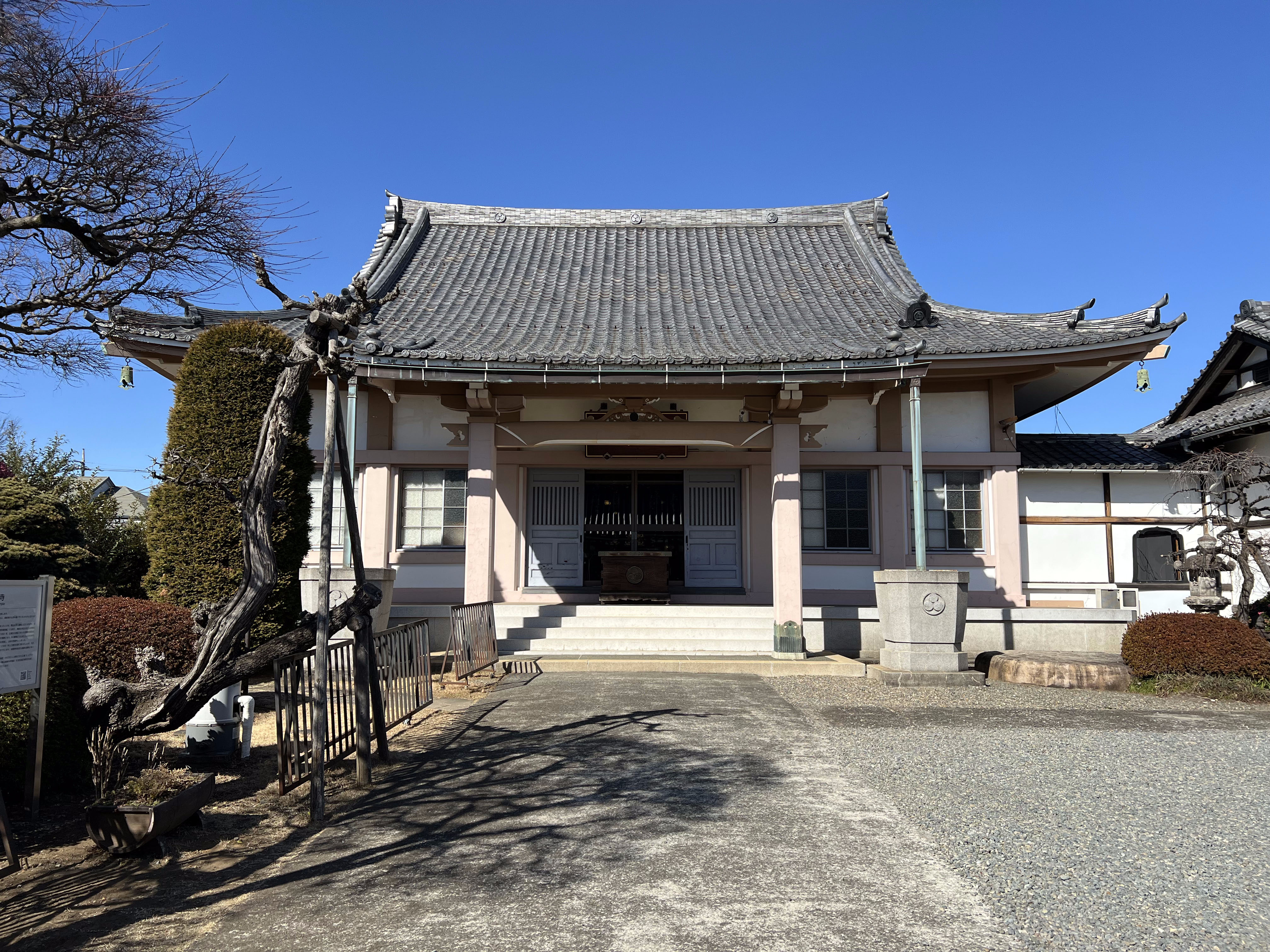
本堂

## 境内
- 地蔵菩薩像（通称「子授け地蔵」）[3]
- 庚申塔[2]

## 交通アクセス
- 京王井の頭線永福町駅より徒歩6分。